# Andreas Alföldi
Andreas Alföldi (ungarisch Alföldi András; * 27. August 1895 in Pomáz bei Budapest; † 12. Februar 1981 in Princeton) war ein ungarischer Althistoriker, Epigraphiker, Numismatiker und Archäologe. Er war einer der produktivsten Altertumswissenschaftler des 20. Jahrhunderts und gilt als eine der bedeutendsten Forscherpersönlichkeiten seiner Zeit. Seine Beiträge zur klassischen Altertumswissenschaft gelten bis heute in mehreren Bereichen als bahnbrechend und grundlegend.

## Leben und Karriere

### Jugend und Studienzeit
Andreas Alföldi wurde als Sohn eines Arztes im Ungarn der k.u.k. Monarchie geboren. Er besuchte das humanistische Gymnasium in Budapest. Nach dem Tod seines Vaters im Jahr 1910 waren die finanziellen Mittel der Familie begrenzt, trotzdem konnte er nach dem Abitur ein Studium der Altertumswissenschaften aufnehmen. Schon in dieser Zeit nahm er nicht nur am normalen Lehrbetrieb teil, sondern betrieb eigene Studien. Vor allem widmete er sich schon früh der antiken Numismatik, die zu dieser Zeit in Ungarn noch vernachlässigt wurde. Am 13. Mai 1914 wurde er während der Jahresschlussfeier der Universität Budapest als einer von zehn Studenten der philosophischen Fakultät mit einem Geldpreis ausgezeichnet.
Als der Erste Weltkrieg ausbrach, zog Alföldi – wie viele andere junge Männer des ungarischen Bürgertums – als Offizier in den Krieg. Auch während der Krieges konnte er seine wissenschaftliche Arbeit fortsetzen. So berichtet er am 25. Februar 1915 auf einer Sitzung des Landesvereins für Archäologie und Anthropologie in einem Vortrag mit dem Titel „Nationale römische Kaiserdenkmäler“ über Statuen der römischen Kaiser Commodus und Severus Alexander, die in Aquincum entdeckt worden waren. Nach einer schweren Verletzung wurde er 1917 hoch dekoriert aus der Armee entlassen. Auch in späteren Jahren sah er noch stolz auf diese Zeit zurück, die für ihn in seiner eigenen Vorstellung eine persönliche Bewährung darstellte. Er behielt ein Interesse für alles, was mit Militär und strategischen Fragen zu tun hatte. Der in Ungarn als Demütigung empfundene Vertrag von Trianon verstärkte seine Heimatverbundenheit und war ein Grund für seine zunächst stark auf den ungarischen Raum bezogenen Forschungen.
Nach seiner Entlassung aus der Armee nahm Alföldi sein Studium an der Universität Budapest wieder auf. Seine Promotion erfolgte 1919 bei Bálint Kuzsinszky. Schon hier zeigte sich Alföldis Interesse auch für vernachlässigte Themen der Forschung. Denn Alföldi legte seinen Forschungsschwerpunkt zunächst auf die Erforschung des Donau- und Karpatenraums. War dies zunächst ein Thema der regionalen Forscher, wurde im Zuge einer fortlaufenden Internationalisierung auch dieser Forschungsbereich nach dem Ersten Weltkrieg nach und nach Forschungsthema der internationalen Forschergemeinschaft. Zwischen den Weltkriegen war es bei allen Kriegsparteien üblich, dass sich die nationalen Archäologien in den Dienst nationaler Sichtweisen und Ziele stellte. Durch den Ersten Weltkrieg und seine Folgen wurden viele über Jahrhunderte gewachsene Strukturen und Verbindungen durch neue Grenzen zerstört. In einer Diskussion zwischen Ungarn und Rumänien, die sich um Siebenbürgen drehte und teils auch mit historischen Argumenten geführt wurde, stellte sich Alföldi klar auf die ungarische Seite. Immerhin trug dies dazu bei, dass die Forschungen vor allem auf dem Gebiet der Archäologie und Bodendenkmalpflege intensiviert wurden.
Das Hauptaugenmerk von Alföldis ersten Studien galt der Epigraphik und Numismatik des Donauraumes. Vor allem die ungarische Numismatik befand sich zu dieser Zeit noch auf einem sehr niedrigen Niveau. Schon in seiner ersten Veröffentlichung, einer Rezension zu einem epigraphischen Handbuch im Jahr 1914, die vernichtend ausfiel, zeigte Alföldi, dass er mit seinen Privatstudien den etablierten Wissenschaftlern schon weit voraus war. Bei der Erwiderung glaubte der Professor, der das Buch verfasst hatte, dass der Name Alföldi nur das Pseudonym eines schon etablierten Wissenschaftlers sei. Als Studienanfänger verblüffte er einen Dozenten durch die exakte Bestimmung einer römischen Münze und bei einem ersten Besuch am Institut für Alte Geschichte der Universität Wien wurde er gefragt, wer ihm in Ungarn das fortgeschrittene numismatische Wissen beigebracht hatte; man war es schlicht nicht gewohnt, einen ungarischen Wissenschaftler mit solchem Fachwissen vor sich zu haben. So kam es schließlich, dass Alföldi 1919 eine erste Anstellung am Münzkabinett des ungarischen Nationalmuseums in Budapest fand. Hier widmete er sich weiter vor allem numismatischen Studien.

### 1923 bis 1947: Karriere in Ungarn
1923 wurde Alföldi auf einen Lehrstuhl für Alte Geschichte an die Universität Debrecen berufen. Nach mehreren Jahren, in denen er seinen Ruf als herausragender Wissenschaftler weiter untermauerte, wurde er 1930 als Nachfolger Bálint Kuzsinszkys auf den Lehrstuhl Archaeologia terrae Hungaricae (Archäologie des Karpatenraumes) – einen Lehrstuhl von landesweit herausragender Bedeutung – an die Universität Budapest berufen. Zum Lehrstuhl gehörte auch ein Forschungsinstitut, dem Alföldi vorstand. Dank seiner organisatorischen Fähigkeiten, seiner Ausstrahlung und seiner Schaffenskraft, die mittlerweile viele Teilgebiete der Altertumswissenschaften einschloss (Alte Geschichte, Klassische Archäologie, Numismatik, Epigraphik, Prähistorische Archäologie, Kunstgeschichte), prägte Alföldi die althistorischen und archäologischen Studien Ungarns für die nächsten 15 Jahre. Dabei war seine Wirkungskraft nicht nur auf den ungarischen Raum beschränkt, Alföldi wurde auch in der internationalen Fachwelt als herausragender Wissenschaftler anerkannt. In Ungarn förderte er die verschiedenen Wissenschaften beispielsweise als Herausgeber der Zeitschriften Numizmatikai Közlöny und Archaeologiai Értesitő sowie der Publikationsreihe Dissertationes Pannonicae.
Andreas Alföldi hielt auch Vorträge im Rundfunk, zum Beispiel 1932 in Radio-Wien unter dem Titel „Attilas Herrscheridee“ oder 1937 in Radio Linz zum Thema „Die Entdeckung der Urbewohner von Budapest“.
Obwohl sich die Altertumswissenschaften unterdessen immer weiter spezialisierten, war Andreas Alföldi einer der letzten Wissenschaftler, der mit seinen Forschungen verschiedenen Fachrichtungen entscheidende Denkanstöße geben konnte. Dabei schaffte er es, die zum Teil unterschiedlichen Ansätze in den verschiedenen Bereichen der Altertumswissenschaften zu meistern. Alföldi gab zwar auch der Archäologie und den Hilfswissenschaften Impulse, sein Ziel war jedoch die historische Verwendung der Forschungsergebnisse. Unter seiner Führung wurde der Donauraum zu einem der in jener Zeit am besten erforschten Bereiche des früheren Römischen Reiches, nachdem er zuvor von der Forschung nur wenig beachtet worden war. Alföldi arbeitete sowohl an mehreren Großprojekten als auch an Einzelstudien, die er zumeist parallel in verschiedenen Disziplinen betrieb. Dank vieler Freunde und loyaler Mitarbeiter wurden viele seiner Studien in verschiedenen Sprachen veröffentlicht. Erwähnenswert ist hier sein Werk Der Untergang der Römerherrschaft in Pannonien, das eine Synthese seiner Quellenforschungen in den verschiedenen Teilgebieten der Archäologie und Geschichte darstellte, und auf seinen diversen Vorarbeiten, die er vor allem in Aufsätzen veröffentlichte, basierte.
Ausgehend von seinen Studien zum Donauraum und dem Karpatenbecken dehnte Alföldi seine Forschungen immer weiter auf daraus sich ergebende Probleme aus. So veröffentlichte er Studien zur Reichskrise des 3. Jahrhunderts, zur Geschichte und Kultur eurasischer Hirten- und Reitervölker, zu Bildsymbolik und zur Repräsentation der römischen Kaiser in der Spätantike. Auch der Zweite Weltkrieg konnte Alföldis Arbeit nicht unterbrechen. Erst nach dem Krieg kam ein tiefer Einschnitt in sein Leben. Infolge der Entwicklung Ungarns zu einem Satellitenstaat der Sowjetunion und der Behinderung seiner Arbeit durch die neuen Machthaber verließ Alföldi Ungarn 1948 für immer und ging in die Schweiz. Seine Emigration lief in relativ geordneten Bahnen ab, nur den Großteil seiner Arbeitsmaterialien musste Alföldi in Ungarn zurücklassen.

### 1948 bis 1981: Leben in der Schweiz und in den USA
Da Alföldi außerhalb Ungarns von seinen bis dahin hauptsächlich benutzten Quellen getrennt war, wurde von Kollegen vermutet, dass seine Karriere nun beendet sein würde. Doch er erbrachte in den nächsten 30 Jahren im Exil nicht nur weiterhin herausragende Leistungen auf den Gebieten seiner bisherigen Forschungen, sondern widmete sich zusätzlich der römischen Frühgeschichte und dem Untergang der römischen Republik. In einem Nachruf meinte Géza Alföldy später: „Er leuchtete die Geschichte Roms vom Anfang bis zum Ende wie sonst kein Gelehrter in diesem Jahrhundert durch“.
Trotz großer persönlicher Probleme ermöglichten ihm Freunde in der Schweiz schnell einen wissenschaftlichen Neuanfang. 1948 wurde er Professor für Alte Geschichte in Bern, vier Jahre später in Basel. Viele in Ungarn begonnene Projekte konnte er nun – zum Teil sogar unter besseren Bedingungen – fortsetzen. Analog zu den ungarischen „Dissertationes Pannonicae“ begründete er in der Schweiz die Reihe „Dissertationes Bernenses“. In Zeitschriften wie den „Schweizer Münzblättern“ erschienen diverse seiner Artikel, wie schon in den ungarischen Zeitschriften zuvor. Jedoch widmete er sich nun auch mehr allgemeineren Problemen der römischen Geschichte.
1956 wechselte er an die School of Historical Studies des Institute for Advanced Study in Princeton, New Jersey. Neben einer besseren Bezahlung wurden ihm hier auch großzügige Reisemöglichkeiten geboten. Auch nach seiner Emeritierung blieb Alföldi in Princeton und arbeitete bis zu seinem Tode an diversen Projekten, die er jedoch nicht mehr alle zum Abschluss bringen konnte.

### Persönlichkeit und Fähigkeiten
Alföldi wird als kompromisslos und hart sich und anderen gegenüber beschrieben. Diese Kompromisslosigkeit wird daran deutlich, dass auch schwere Krankheiten ihn nicht vom Arbeiten abhalten konnten. Wer in Alföldis Augen nicht tüchtig genug war, ging ihm besser aus dem Weg. Andererseits war er ein geselliger Mensch, der sich gut mit einfachen Menschen verstand und gerne ungarische Volkslieder sang. Seiner Heimat Ungarn fühlte er sich zeitlebens eng verbunden, auch – oder gerade – als er nach 1947 im Exil lebte. Mit Kindern konnte er gut umgehen, und ihm nahestehende Fachkollegen betrachtete er als Familienmitglieder. Alföldi liebte es in Gesellschaft anderer humorige Anekdoten zu erzählen. In zweiter Ehe war er seit 1967 mit der Archäologin Elisabeth Alföldi-Rosenbaum verheiratet, die ihm nicht nur in Phasen der Erkrankung ein großer Rückhalt war.
Mit Kritik konnte der kleingewachsene Mann mit einer leisen Stimme nur bedingt umgehen. Er sah sie zwar als prinzipiell notwendig an, wies sie jedoch vehement zurück, sofern sie ihm unzutreffend erschien. Alföldi war ein guter Zeichner, was ihm vor allem bei numismatischen Studien zugutekam, wo er selbst kleinste Feinheiten herausarbeiten konnte. Dieses Können kam ihm auch beim Skizzieren von geografischen Gegebenheiten zugute. Zudem hatte er bis ins hohe Alter ein sehr gutes Gedächtnis, große visuelle Fähigkeiten und eine gute Vorstellungskraft, die ihm bei assoziativen Problemen halfen. Er war jedoch ein schlechter Redner, obwohl er gerne Vorträge hielt. Diese hatten gemäß Karl Christ vielfach einen „fortlaufenden Erfolg“. Sie genügten meist nicht einmal den bescheidensten didaktischen und rhetorischen Anforderungen.

## Forschung, Werk und Verdienste

### Das frühe Rom
Nach Alföldis Meinung war die Bedeutung Roms in etruskischer Zeit weitaus geringer als später dargestellt. Die ältesten Strukturen des römischen Staates versuchte er durch Vergleiche mit eurasischen Reiter- und Hirtenvölkern zu erforschen. Auch wenn die Theorien Alföldis in der Forschung nicht ein ungeteilt positives Echo fanden, sondern auch vielfach kritisiert wurden, mussten selbst Alföldis Kritiker die originelle Art und Weise seiner Beweisführung anerkennen. Neben archäologischen und späteren literarischen Quellen bediente sich Alföldi der Methoden der vergleichenden Religionswissenschaft.

### Der Untergang der römischen Republik
Andreas Alföldis Arbeiten zum Untergang der römischen Republik waren geprägt von seiner These, dass Gaius Iulius Caesar eine Monarchie nach altrömischem Muster errichten wollte. Beweise für seine Theorie glaubte er vor allem in den Münzprägungen des Jahres 44 v. Chr. zu finden. Schon die Zusammenstellung dieser Münzen in einem Katalog stellte eine große Leistung dar, da Alföldi diese Münzen von den verschiedensten Stellen zusammensuchen musste. Eine größere Studie zu Caesar, für die diese Vorarbeit gedacht war, konnte Alföldi jedoch nicht mehr realisieren. Dennoch erweiterte er die Forschung an dieser Stelle um eine innovative Komponente. Gegen zu harsche Kritik verteidigte er Caesar jedoch. Wie Theodor Mommsen war er von der Persönlichkeit Caesars fasziniert, vom „Opportunismus“ Ciceros jedoch enttäuscht. Für ihn war Cicero der ideologische Anstifter zum Mord an Caesar. Andererseits sah er Cicero als Künstlernatur. Den Caesarmördern attestierte er Blindheit und Skrupellosigkeit, ebenso war die senatorische Oligarchie für ihn kein Träger einer republikanischen Ordnung. Die Empörung gegen Caesar war in seinen Augen der Konflikt einer griechisch geprägten Oberschicht mit einem bodenständigen, römisch geprägten Caesar.
Seine Arbeit zu Octavians Aufstieg stützte sich vor allem auf literarische Quellen. Hier beleuchtete Alföldi nicht nur die emotionalen und religiösen Gründe für Octavians Vorgehen nach dem Tode Caesars, sondern erstmals auch die dahinterstehenden, handfesten wirtschaftlichen Aspekte.

### Studien zur Kaiserzeit
Die Ausgestaltung des monarchischen Zeremoniells am römischen Kaiserhofe (1934) und Insignien und Tracht der römischen Kaiser (1935) gelten mit als Höhepunkt im Schaffen Alföldis. In diesen beiden Aufsätzen beschreibt er sowohl die religiösen Grundlagen als auch die kontinuierliche Entwicklung und die offiziellen Ausdrucksformen der römischen Herrscherideologie. An diesen Artikeln, in denen Alföldi erneut numismatische, literarische, epigraphische und archäologische Quellenstudien verbindet, wird vor allem sein Verständnis für die antike Bildsymbolik und deren Abstrahierung bis hin zu kleinen Münzbildern gelobt. Aufbauend auf diesen Studien folgten noch weitere zur Ideenwelt und Repräsentation des Kaisertums.
In Ermangelung umfassender schriftlicher Quellen für die römische Geschichte in der Mitte und der zweiten Hälfte des 3. Jahrhunderts, in der Zeit der sogenannten Reichskrise, griff Alföldi bei der Forschung erneut auf numismatische Quellen zurück. Er legte große Materialsammlungen für diese Zeit vor. Besonders wichtig war die Untersuchung der Prägestätte Siscia. Anhand der Münzen erarbeitete Alföldi eine erneuerte Chronologie dieser Zeit. Neu waren etwa die Erkenntnisse, dass in der Zeit der Soldatenkaiser Pannonier vorherrschend in höchsten Positionen waren. Zudem stellte er Gallienus als großen römischen Kaiser heraus, was eine andere als die bis dato in der Geschichtsforschung vertretene Sichtweise war. Prägend für Alföldis Studien zum 3. Jahrhundert war seine Vorstellung eines scharfen Gegensatzes zwischen unterschiedlichen Völkerschaften (insbesondere Römer und Germanen), der sich auch im archäologischen Fundmaterial klar ablesen lasse. Funde waren für ihn also immer als eindeutig römisch oder germanisch zu erkennen und beispielsweise an der Verteilung dieser Fundgruppen glaubte er die politische und soziale Geschichte der Antike schreiben zu können – nicht nur in Bezug auf das 3. Jahrhundert, sondern auch in seinen Arbeiten zur Archäologie Pannoniens oder zur römischen Frühgeschichte. Die Erkenntnisse der Archäologie des 20. Jahrhunderts, die eine solche Vorgehensweise als nicht tragfähig erwiesen, bezog er in seine Studien nicht mit ein.

### Die Spätantike
Auch im Bereich der Forschung zur Spätantike leistete Alföldi verdienstvolle Arbeiten. Auch hier war wieder die Numismatik sein Zugang. Von besonderer Bedeutung war die Katalogisierung der sogenannten Kontorniat-Münzen, die der Forschung eine neue, bis dahin nahezu unbekannte Quelle vor allem zur Ideengeschichte des späten 4. und frühen 5. Jahrhunderts erschloss. Diese Forschungen erfolgten während des Zweiten Weltkriegs, was die Leistung noch einmal besonders erwähnenswert macht. Trotz der Kriegswirren gelang es Alföldi, das dafür benötigte Material aus den verschiedenen Museen Europas zu erhalten und die erste Auflage des Buches zu veröffentlichen. Eine überarbeitete Fassung, deren zweiter Band erst einige Jahre nach seinem Tod erschien, publizierte er gemeinsam mit seiner Frau Elisabeth Alföldi-Rosenbaum. Ebenso wie die erste Fassung von 1942/1943 ist auch die Neuauflage als Materialsammlung von dauerhaftem Wert für die Forschung. Die auswertenden Kapitel krankten jedoch schon zur Erscheinungszeit daran, dass Alföldi trotz anderslautender Forschungsergebnisse nicht von seiner Grundüberzeugung abzubringen war, in den Kontorniaten das Zeichen eines erbitterten Kampfes zwischen Christentum und „Heidentum“ zu sehen. Eine ähnliche Tendenz, eine scharfe Dichotomie und Feindschaft zwischen Christen und Nichtchristen anzunehmen, dominierte auch viele seiner Studien, die eher auf den literarischen Quellen zur Spätantike basierten, etwa seine Monographien zu Valentinian I. und Konstantin dem Großen.
Diesem Grundgedanken entsprechend, interessierte Alföldi bei der Erforschung der Spätantike vor allem die Zeit zwischen Konstantin und dem Sieg des Christentums über das Heidentum. Seine Arbeit A Festival of Isis in Rome under the Christian Emperors of the IVth Century (Budapest 1937), in der er über ein Fest zu Ehren der Göttin Isis in Rom zu Zeiten christlicher Kaiser im 4. Jahrhundert schreibt, gilt als herausragende numismatische Studie. Auch seine jährliche Organisation eines internationalen Kolloquiums zur Historia Augusta, das 20 Jahre lang regelmäßig stattfand, trug sehr zur Erforschung der Spätantike bei. In beiden Fällen standen die historischen Schlussfolgerungen, die aus den Analysen der Texte und Münzen gezogen wurden, jedoch wiederum stark unter der Prämisse, die Feindschaft von Christen und Heiden sei das bestimmende Thema der gesamten Epoche gewesen, sodass die heutige Forschung den Interpretationen, die Alföldi aus dem Quellenmaterial ableitete, in vielen Fällen nicht mehr folgt.

### Verdienste
Der wohl wichtigste Impuls, den Alföldi der Alten Geschichte gegeben hat, war die Erkenntnis, dass epigraphische, numismatische und archäologische Quellen gleichrangig und ergänzend zu literarischen Quellen zu behandeln sind und nicht nur eine Hilfswissenschaft oder gar nur zur Illustrierung historischer Literatur geeignet sind. Als Gegner einer zu großen Spezialisierung in einer Altertumswissenschaft, die sich zunehmend in Fachsparten aufgliederte, war er selbst Spezialist auf vielen Gebieten. In historischer Sicht stand er in der Tradition Mommsens, in methodischer Sicht in der Tradition Michael Rostovtzeffs, der als Erster für seine wirtschaftsgeschichtlichen Studien auf archäologische Quellen zurückgriff.
Auch der Nutzung numismatischer Quellen gab Alföldi entscheidende Impulse. Sie wurden dank seiner eine der Hauptquellen der Alten Geschichte. Seine Methoden, die die Untersuchung von Münzreihen ebenso wie die Untersuchung ganzer Prägestätten und die Nutzung der Münzen als Quelle für religionswissenschaftliche Deutungen beinhaltete, waren bahnbrechend. So wie Mommsen als der große Organisator bei der Erforschung der römischen Inschriften gilt, ist Alföldi gleichsam der Doyen der Numismatik. „Er hatte einen großen Anteil daran, dass die Numismatik eine historische Wissenschaft geworden ist“ (Géza Alföldy). Bedeutsam sind Alföldis Verdienste um die Erforschung des Donau- und Karpatengebietes. Durch seine Forschungen wurde dieses Gebiet von einem nahezu weißen Fleck auf der „Landkarte“ der Erforschung des antiken Raumes zu einem der am besten erforschten Bereiche.
Alföldis Œuvre umfasst weit über 300 Beiträge, davon rund ein Dutzend in Form von Monografien. Seine Wirkung strahlt – nicht zuletzt durch seine vielen Schüler – durch die von ihm begonnenen und angestoßenen Forschungen bis heute aus. Von vielen seiner Fachkollegen wurde bedauert, dass er nie eine allumfassende Studie zur römischen Geschichte vorlegte. Solche Arbeiten lagen Alföldi nicht und er konzentrierte sich lieber auf Einzelstudien, obgleich er alle Bereiche der römischen Geschichte in gleicher Weise beherrschte. Deswegen haftet ihm in den Augen mancher Fachkollegen das Manko des fehlenden „großen Wurfes“ an.
Neben den weithin bekannten Forschungsgebieten widmete sich Alföldi auch anderen Studien. So schrieb er über die Technik des Fotografierens von griechischen Vasenbildern, über psychologische Grundlagen der Zauberei und über die Bedeutung des theriomorphen Weltbildes bei den Völkern des nordasiatischen Raumes.
1972 wurde Alföldi in den Orden Pour le mérite für Wissenschaften und Künste aufgenommen, außer ihm erhielt nur Ronald Syme als weiterer Althistoriker diese Auszeichnung. Zudem war er Mitglied, zum Teil sogar Ehrenmitglied, vieler Wissenschaftlicher Gesellschaften und Akademien, dazu Ehrendoktor mehrerer Universitäten und Träger weiterer Auszeichnungen. Alföldi war unter anderem Mitglied der Ungarischen, der Britischen (korrespondierendes Mitglied 1947), der Mainzer, der Bayerischen (korrespondierendes Mitglied seit 1936), der Göttinger (korrespondierendes Mitglied seit 1954), und der Französischen Akademien der Wissenschaften. 1975 erhielt er das Österreichische Ehrenzeichen für Wissenschaft und Kunst.
Zu Alföldis akademischen Schülern gehören seine spätere Ehefrau Elisabeth Rosenbaum, Éva B. Bónis, János György Szilágyi, Klára Póczy, Zoltán Kádár, Hans Wolfgang Lieb und Florens Deuchler. Unter anderen Aladár Radnóti, Maria Radnoti-Alföldi und Konrad Kraft wurden bei ihm promoviert. István Borzsák, László Barkóczi, Tibor Nagy und Frank Kolb waren bei ihm Assistenten. Alföldis Tochter Dr. Emma Alföldi war ebenfalls Historikerin und mit dem ungarischen Mittelalterhistoriker Josef Deér verheiratet, der fast 30 Jahre lang als Professor in Bern wirkte. Beide hatten Ungarn mit Alföldi verlassen.

## Schriften (Auswahl)
- Der Untergang der Römerherrschaft in Pannonien (= Ungarische Bibliothek. Band 10, Band 12, ZDB-ID 844344-0). 2 Bände. de Gruyter, Berlin u. a. 1924–1926.
- Leletek a hun korszakból és ethnikai szétválasztásuk = Funde aus der Hunnenzeit und ihre ethnische Sonderung (= Archaeologica Hungarica. Band 9). Budapest 1932.
- Magyarország népei és a Római Birodalom [„Die Völker Ungarns und das Römische Reich“]. Magyar Szemle Társaság, Budapest 1934 (Digitalisat).
- Isis-szertartások Rómában a negyedik század keresztény császárai alatt = A festival of Isis in Rome under the Christian emperors of the IVth century (= Dissertationes Pannonicae. Series 2, Band 7). Pázmány-Universität, Budapest 1937.
- Daci e romani in Transilvania (= Biblioteca della „Mattia Corvino“. Band 9, ZDB-ID 2021041-3). Franklin, Budapest 1940.
- Die Geschichte des Karpatenbeckens im I. Jahrhundert v. Chr. In: Archivum Europae Centro-Orientalis. Band 8, Nummer 1/2, 1942, ZDB-ID 433892-3, S. 1–51, (Digitalisat; Sonderabdruck: (= Ostmitteleuropäische Bibliothek. 37, ZDB-ID 1136408-7). s. n., Budapest 1942).
- A Kontorniát-Érmek. A rómavárosi pogány nagyurak félreismert propagandaeszköze a keresztény császárság ellen. Ünnepi eladás 1941 május hó 9-én. A Magyar Numizmatikai Társulat ünnepi kiadványa fennállása negyvenedik évfordulója emlékére. = Die Kontorniaten. Ein verkanntes Propagandamittel der stadt-römischen heidnischen Aristokratie in ihrem Kampfe gegen das christliche Kaisertum. Festvortrag gehalten am 9. Mai 1941. Festschrift der Ungarischen numismatischen Gesellschaft zur Feier ihres vierzigjährigen Bestehens. 2 Bände (Text. Tafeln). Magyar Numizmatikai Társulat, Budapest 1942–1943, (Digitalisate: Text; Tafeln).
- Zu den Schicksalen Siebenbürgens im Altertum (= Ostmitteleuropäische Bibliothek. 54). s. n., Budapest 1944.
- The Conversion of Constantine and Pagan Rome. Clarendon Press, Oxford 1948.
- Die Geburt der kaiserlichen Bildsymbolik. Kleine Beiträge zu ihrer Entstehungsgeschichte. In: Museum Helveticum. Band 7, Nummer 1, 1950, S. 1–13, JSTOR:24812329, Band 8, Nummer 2/3, 1951, S. 190–215, JSTOR:24811901, Band 9, Nummer 4, 1952, S. 204–243, JSTOR:24812265, Band 10, Nummer 4, 1953, S. 103–124, JSTOR:24811817, Band 11, Nummer 3, 1954, S. 133–169, JSTOR:24812032, (Unveränderter reprografischer Nachdruck als: Der Vater des Vaterlandes im römischen Denken (= Libelli. Band 261). Wissenschaftliche Buchgesellschaft, Darmstadt 1971, ISBN 3-534-04653-6).
- A Conflict of Ideas in the late Roman Empire. The Clash between the Senate and Valentinian I. Clarendon Press, Oxford 1952.
- Der frührömische Reiteradel und seine Ehrenabzeichen (= Deutsche Beiträge zur Altertumswissenschaft. Heft 2, ZDB-ID 525848-0). Verlag für Kunst und Wissenschaft, Baden-Baden 1952, (Digitalisat).
- Studien über Caesars Monarchie (= Kungliga Humanistiska Vetenskapssamfundets i Lund årsberättelse. 1952/1953, 1). Gleerup, Lund 1953.
- Die trojanischen Urahnen der Römer (= Rektoratsprogramm der Universität Basel. 1956, ZDB-ID 340639-8). Reinhardt, Basel 1957, (Anastatischer Nachdruck: (= Studia historica. 124, ZDB-ID 847376-6). Erma di Bretschneider, Rom 1979).
- Early Rome and the Latins (= Jerome Lectures. 7). University of Michigan Press, Ann Arbor MI 1965, (deutsch: Das frühe Rom und die Latiner. Aus dem Englischen übersetzt von Frank Kolb. Wissenschaftliche Buchgesellschaft, Darmstadt 1977, ISBN 3-534-07538-2).
- Studien zur Geschichte der Weltkrise des 3. Jahrhunderts nach Christus. Wissenschaftliche Buchgesellschaft, Darmstadt 1967.
- Die monarchische Repräsentation im römischen Kaiserreiche. Wissenschaftliche Buchgesellschaft, Darmstadt 1970.
- Die zwei Lorbeerbäume des Augustus (= Antiquitas. Reihe 3: Abhandlungen zur Vor- und Frühgeschichte, zur klassischen und provinzial-römischen Archäologie und zur Geschichte des Altertums. 14). Habelt, Bonn 1973, ISBN 3-7749-1266-1.
- Caesar in 44 v. Chr. Band 2: Das Zeugnis der Münzen. Mit einer Revision der Stempel und Stempelverbindungen (= Antiquitas. Reihe 3: Abhandlungen zur Vor- und Frühgeschichte, zur klassischen und provinzial-römischen Archäologie und zur Geschichte des Altertums. 17). Habelt, Bonn 1974, ISBN 3-7749-1212-2.
- Die Struktur des voretruskischen Römerstaates (= Bibliothek der klassischen Altertumswissenschaften. Neue Folge. Reihe 1, Band 5). Winter, Heidelberg 1974, ISBN 3-533-02287-0.
- Römische Frühgeschichte. Kritik und Forschung seit 1964 (= Bibliothek der klassischen Altertumswissenschaften. Neue Folge. Reihe 1, Band 6). Winter, Heidelberg 1976, ISBN 3-533-02275-7.
- mit Elisabeth Alföldi: Die Kontorniat-Medaillons (= Antike Münzen und geschnittene Steine. 6, 1–2). 2 Bände. de Gruyter, Berlin u. a. 1976 (Bildband) und 1990 (Textband), ISBN 3-11-003484-0 und ISBN 3-11-011905-6 (überarbeitete Neuauflage von „A Kontorniát-Érmek“/„Die Kontorniaten“ von 1942/1943).
- Oktavians Aufstieg zur Macht (= Antiquitas. Reihe 1: Abhandlungen zur alten Geschichte. 25). Habelt, Bonn 1976, ISBN 3-7749-1360-9.
- Aion in Mérida und Aphrodisias (= Madrider Beiträge. 6). von Zabern, Mainz 1979, ISBN 3-8053-0393-9.
- Caesariana. Gesammelte Aufsätze zur Geschichte Caesars und seiner Zeit (= Antiquitas. Reihe 3: Abhandlungen zur Vor- und Frühgeschichte, zur klassischen und provinzial-römischen Archäologie und zur Geschichte des Altertums. 27). Aus dem Nachlaß herausgegeben von Elisabeth Alföldi-Rosenbaum. Habelt, Bonn 1984, ISBN 3-7749-1859-7.
- Caesar in 44 v. Chr. Band 1: Studien zu Caesars Monarchie und ihre Wurzeln (= Antiquitas. Reihe 3: Abhandlungen zur Vor- und Frühgeschichte, zur klassischen und provinzial-römischen Archäologie und zur Geschichte des Altertums. 16). Habelt, Bonn 1985, ISBN 3-7749-1390-0.
- Redeunt Saturnia Regna (= Antiquitas. Reihe 3: Abhandlungen zur Vor- und Frühgeschichte, zur klassischen und provinzial-römischen Archäologie und zur Geschichte des Altertums. Band 36). Habelt, Bonn 1997, ISBN 3-7749-2826-6.
- Magyarország népei és a Római Birodalom. Keletmagyarország a római korban. Attraktor, Máriabesenyő u. a. 2004, ISBN 963-9580-05-8 (Nachdruck der Monographie „Magyarország népei és a Római Birodalom“ von 1934 und einer überarbeiteten Fassung der Schrift „Daci e romani in Transilvania“ von 1940, die Alföldi erstmals 1943 publiziert hatte).